# Tréhet
Tréhet foi uma comuna francesa na região administrativa do Centro, no departamento de Loir-et-Cher. Estendia-se por uma área de 5,65 km². Em 2010 a comuna tinha 111 habitantes (densidade: 19,6 hab./km²).
Em 1 de janeiro de 2019, passou a formar parte da comuna de Vallée-de-Ronsard.